# Berta Velasco Casals
Berta Velasco (Barcelona, 13 de diciembre de 1987) es una futbolista española. Jugó en el AE Penya Esplugues de la Primera División de fútbol sala femenino de España. Fue elegida como mejor jugadora de la liga española en la temporada 2017-18. Su equipo actual es Las Troncas FC de la Queens League Oysho. 

## Trayectoria
Debutó con el Gironella, jugó la temporada 2008-09 en el Femesala Elche, para volver el siguiente al Gironella, se marchó el año 2012 al Lacturale Orvina por una temporada, y retornó otra vez al Gironella que en el año 2017 se convirtió en AE Esplugues. En el 2023 se volvió jugadora de Pio FC Femenil de la Queens League Oysho.

## Selección nacional
Debutó en 12 de noviembre de 2013 en un partido amistoso contra Portugal. Desde octubre de 2016 ya es una de la habituales en las convocatorias de la selección española. En el año 2018 jugó la fase de clasificación para el primera Eurocopa, y en 2019 participó en la Eurocopa de Portugal donde se proclamó campeona.

## Estadísticas

### Clubes
Actualizado al último partido jugado el 12 de junio de 2022.
| Club | Div.          | Temporada     | Liga  | Liga  | Liga       | Liga      | Copas nacionales(1) | Copas nacionales(1) | Copas nacionales(1) | Copas nacionales(1) | Torneos internacionales(2) | Torneos internacionales(2) | Torneos internacionales(2) | Torneos internacionales(2) | Total(3) | Total(3) | Total(3)   | Total(3)  |
| Club | Div.          | Temporada     | Part. | Goles | Amonestado | Expulsado | Part.               | Goles               | Amonestado          | Expulsado           | Part.                      | Goles                      | Amonestado                 | Expulsado                  | Part.    | Goles    | Amonestado | Expulsado |
| --- | ------------- | ------------- | ----- | ----- | ---------- | --------- | ------------------- | ------------------- | ------------------- | ------------------- | -------------------------- | -------------------------- | -------------------------- | -------------------------- | -------- | -------- | ---------- | --------- |
| FSF Gironella · España |               |               |       |       |            |           |                     |                     |                     |                     |                            |                            |                            |                            |          |          |            |           |
| - |               |               |       |       |            |           |                     |                     |                     |                     |                            |                            |                            |                            |          |          |            |           |
| |               | -             | -     | -     | -          | -         | -                   | -                   | -                   | -                   | -                          | -                          |                            | -                          | -        | -        |            |           |
| Total club | Total club    | -             | -     | -     | -          | -         | -                   | -                   | -                   | -                   | -                          | -                          | -                          | -                          | -        | -        | -          |           |
| Femesala Elche · España |               |               |       |       |            |           |                     |                     |                     |                     |                            |                            |                            |                            |          |          |            |           |
| 1.ª |               |               |       |       |            |           |                     |                     |                     |                     |                            |                            |                            |                            |          |          |            |           |
| 2008-09 | 24            | 3             | 0     | 0     | 3          | 0         | 0                   | 0                   | -                   | -                   | -                          | -                          | 27                         | 3                          | 0        | 0        |            |           |
| Total club | Total club    | 24            | 3     | 0     | 0          | 3         | 0                   | 0                   | 0                   | -                   | -                          | -                          | -                          | 27                         | 3        | 0        | 0          |           |
| FSF Gironella · España |               |               |       |       |            |           |                     |                     |                     |                     |                            |                            |                            |                            |          |          |            |           |
| 1.ª |               |               |       |       |            |           |                     |                     |                     |                     |                            |                            |                            |                            |          |          |            |           |
| 2009-10 | 31            | 19            | 6     | 0     | -          | -         | -                   | -                   | -                   | -                   | -                          | -                          | 31                         | 19                         | 6        | 0        |            |           |
| 2010-11* | 17            | 12            | 0     | 0     | -          | -         | -                   | -                   | -                   | -                   | -                          | -                          | 17                         | 12                         | 0        | 0        |            |           |
| 2011-12 | 28            | 12            | 3     | 0     | 1          | 1         | 0                   | 0                   | -                   | -                   | -                          | -                          | 29                         | 13                         | 3        | 0        |            |           |
| Total club | Total club    | 76            | 43    | 9     | 0          | 1         | 1                   | 0                   | 0                   | -                   | -                          | -                          | -                          | 77                         | 44       | 9        | 0          |           |
| Lacturale Orvina · España |               |               |       |       |            |           |                     |                     |                     |                     |                            |                            |                            |                            |          |          |            |           |
| 1.ª |               |               |       |       |            |           |                     |                     |                     |                     |                            |                            |                            |                            |          |          |            |           |
| 2012-13 | 18            | 4             | 2     | 0     | 2          | 0         | 0                   | 0                   | -                   | -                   | -                          | -                          | 20                         | 4                          | 0        | 0        |            |           |
| Total club | Total club    | 18            | 4     | 2     | 0          | 2         | 0                   | 0                   | 0                   | -                   | -                          | -                          | -                          | 20                         | 4        | 2        | 0          |           |
| FSF Gironella · España |               |               |       |       |            |           |                     |                     |                     |                     |                            |                            |                            |                            |          |          |            |           |
| 1.ª |               |               |       |       |            |           |                     |                     |                     |                     |                            |                            |                            |                            |          |          |            |           |
| 2013-14 | 27            | 15            | 3     | 0     | -          | -         | -                   | -                   | -                   | -                   | -                          | -                          | 27                         | 15                         | 3        | 0        |            |           |
| 2014-15 | 28            | 7             | 6     | 0     | -          | -         | -                   | -                   | -                   | -                   | -                          | -                          | 28                         | 7                          | 6        | 0        |            |           |
| 2015-16 | 29            | 15            | 6     | 0     | -          | -         | -                   | -                   | -                   | -                   | -                          | -                          | 29                         | 15                         | 6        | 0        |            |           |
| 2016-17 | 24            | 8             | 5     | 0     | -          | -         | -                   | -                   | -                   | -                   | -                          | -                          | 24                         | 8                          | 5        | 0        |            |           |
| AE Penya Esplugues · España |               |               |       |       |            |           |                     |                     |                     |                     |                            |                            |                            |                            |          |          |            |           |
| 1.ª |               |               |       |       |            |           |                     |                     |                     |                     |                            |                            |                            |                            |          |          |            |           |
| 2017-18 | 29            | 11            | 4     | 0     | -          | -         | -                   | -                   | -                   | -                   | -                          | -                          | 29                         | 11                         | 4        | 0        |            |           |
| 2018-19 | 25            | 9             | 2     | 0     | 1          | 1         | 0                   | 0                   | -                   | -                   | -                          | -                          | 26                         | 10                         | 2        | 0        |            |           |
| 2019-20 | 11            | 4             | 2     | 0     | 0          | 0         | 0                   | 0                   | -                   | -                   | -                          | -                          | 11                         | 4                          | 2        | 0        |            |           |
| 2020-21 | 17            | 4             | 1     | 0     | 3          | 1         | 0                   | 0                   | -                   | -                   | -                          | -                          | 20                         | 5                          | 1        | 0        |            |           |
| 2021-22 | 10            | 1             | 0     | 0     | 0          | 0         | 0                   | 0                   | -                   | -                   | -                          | -                          | 10                         | 1                          | 0        | 0        |            |           |
| Total club | Total club    | 200           | 74    | 29    | 0          | 4         | 2                   | 0                   | 0                   | -                   | -                          | -                          | -                          | 204                        | 76       | 29       | 0          |           |
| Total carrera | Total carrera | Total carrera | 318   | 124   | 40         | 0         | 10                  | 3                   | 0                   | 0                   | -                          | -                          | -                          | -                          | 328      | 127      | 40         | 0         |
| (1) Incluye datos de Copa de España / Supercopa de España. (2) Incluye datos de Campeonato de Europa de Clubes y Copa Intercontinental. (3) No incluye datos de partidos amistosos. |               |               |       |       |            |           |                     |                     |                     |                     |                            |                            |                            |                            |          |          |            |           |

Nota: En la temporada 2010-11 faltan por comprobar 8 jornadas

## Palmarés y distinciones
- Eurocopa:

 2019